# Seznam britských bitevních lodí

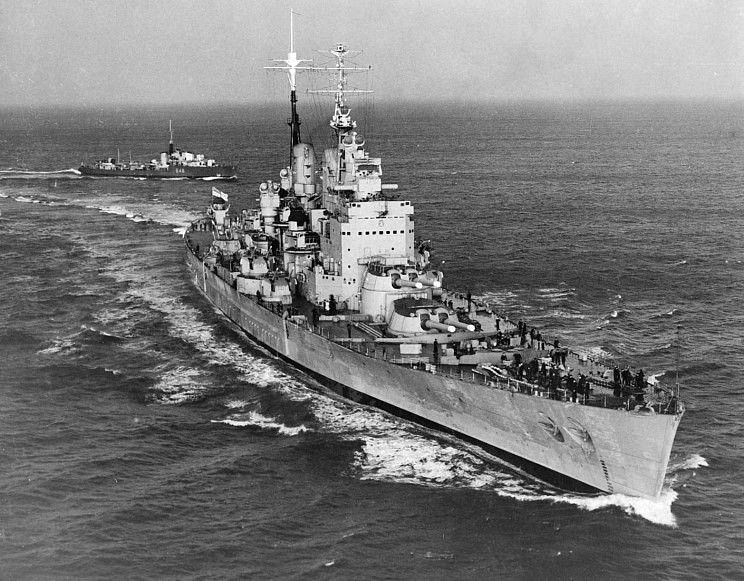
HMS Vanguard – poslední postavená britská bitevní loď

Seznam britských bitevních lodí obsahuje obrněné lodě, predreadnoughty, dreadnoughty a moderní bitevní lodě Britského královského námořnictva.

## Obrněné lodě

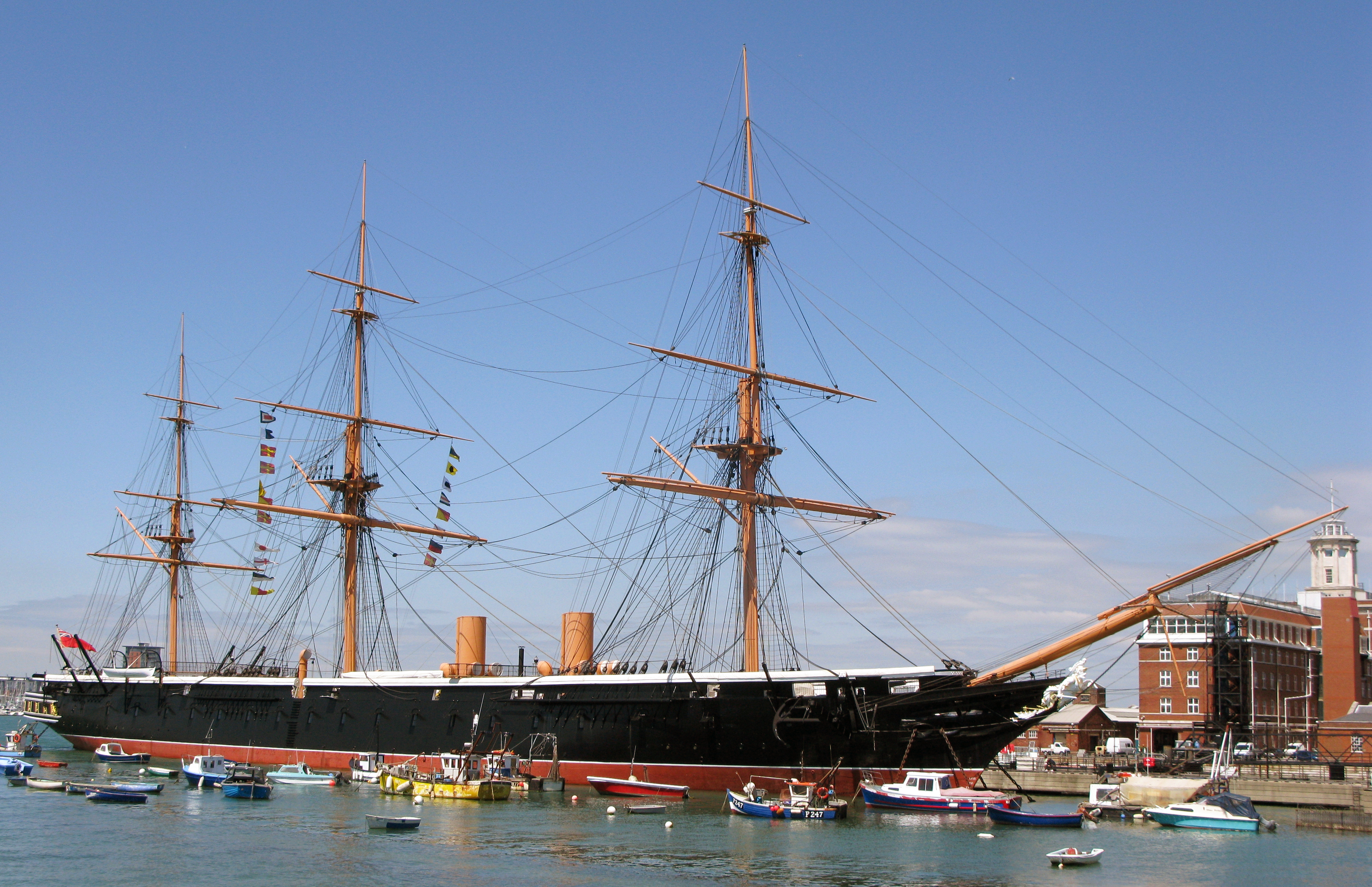
HMS Warrior

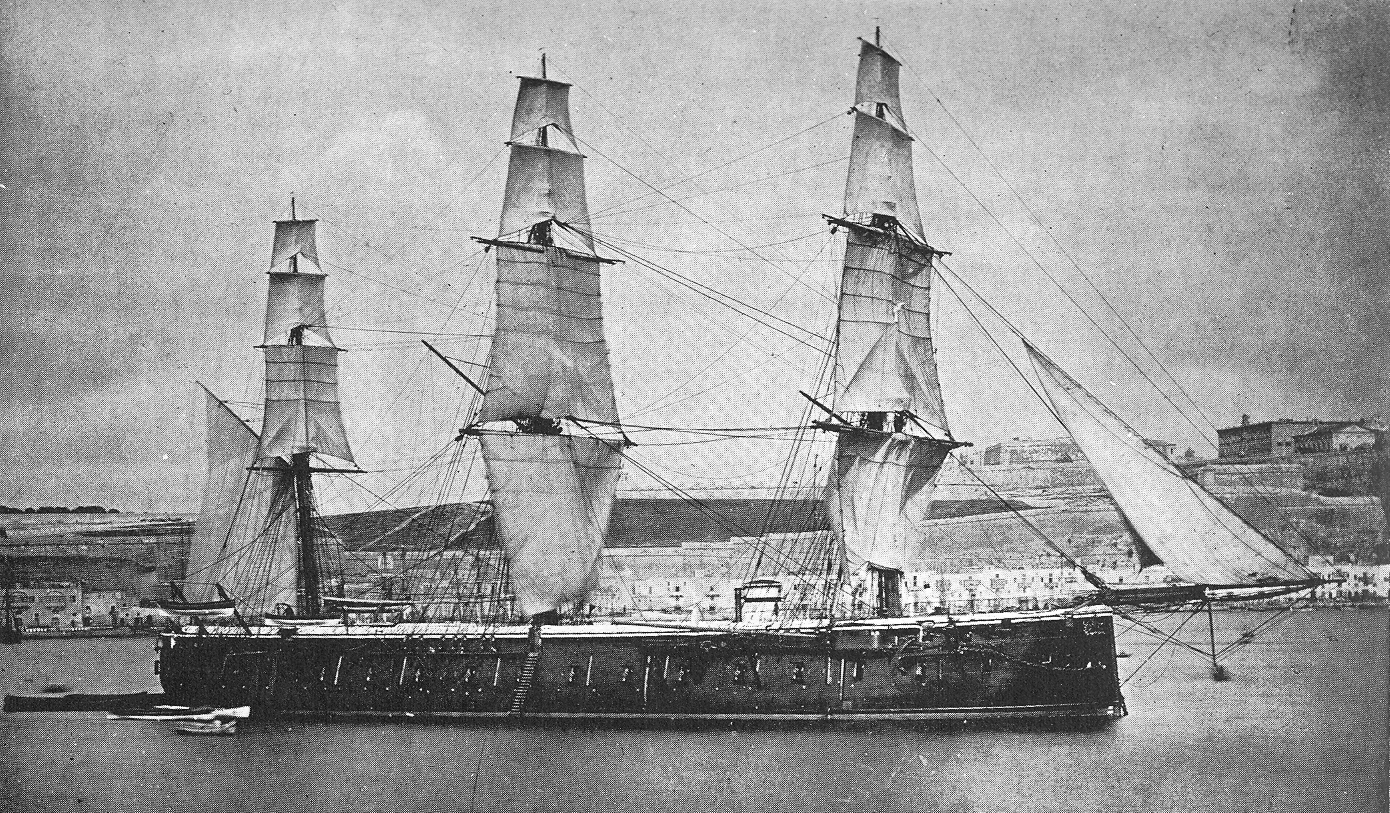
HMS Royal Oak

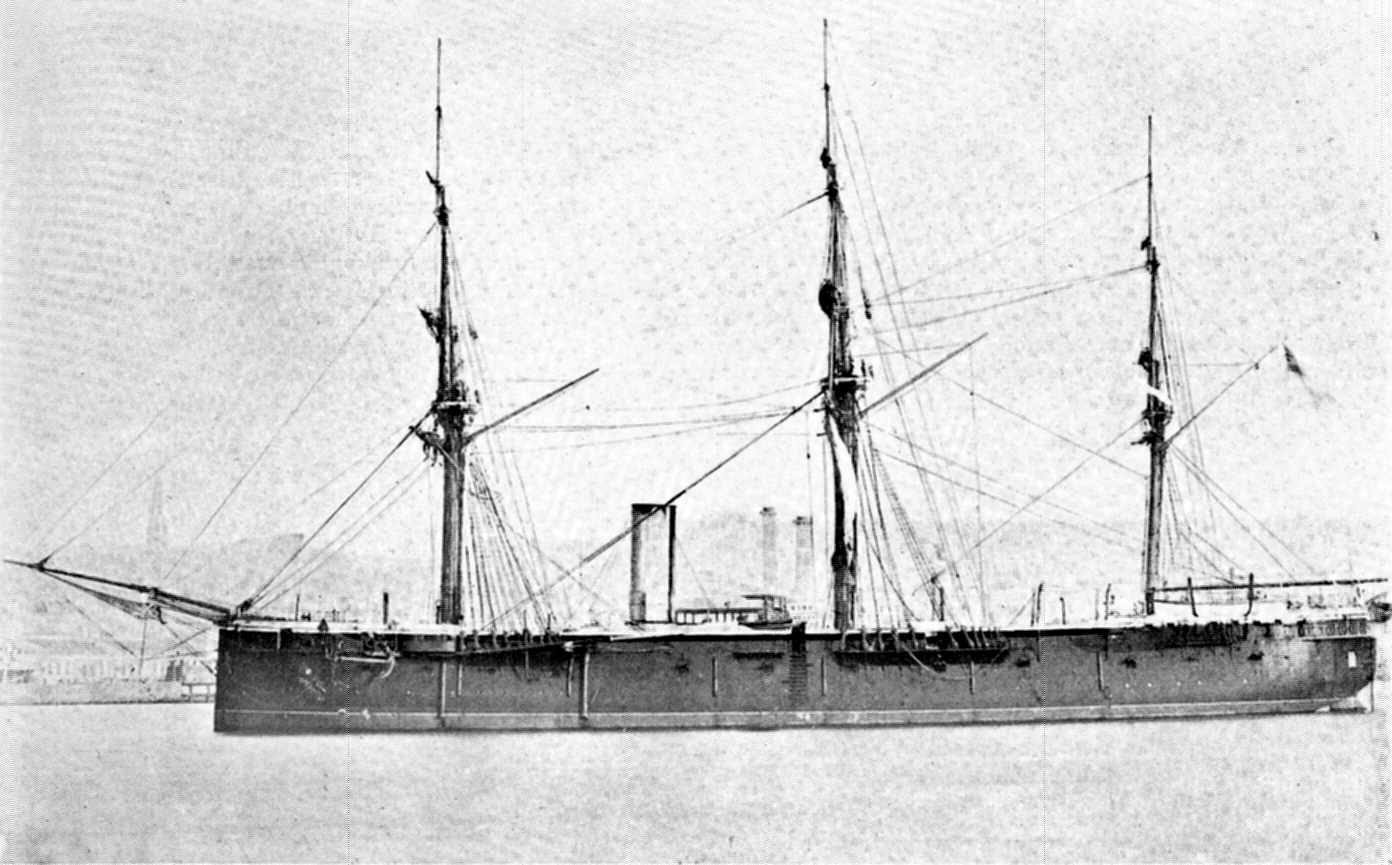
HMS Royal Alfred

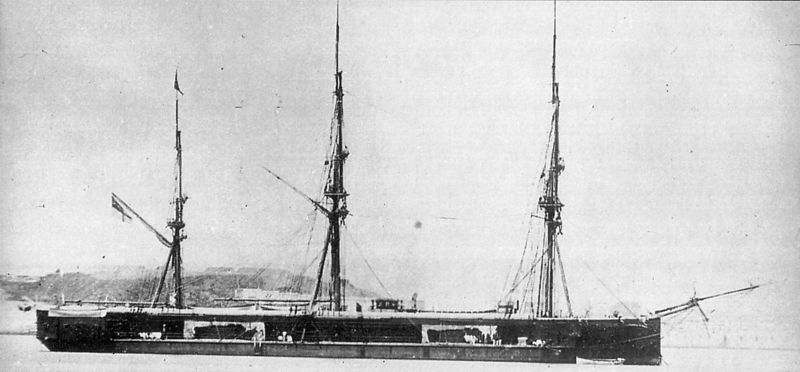
HMS Captain

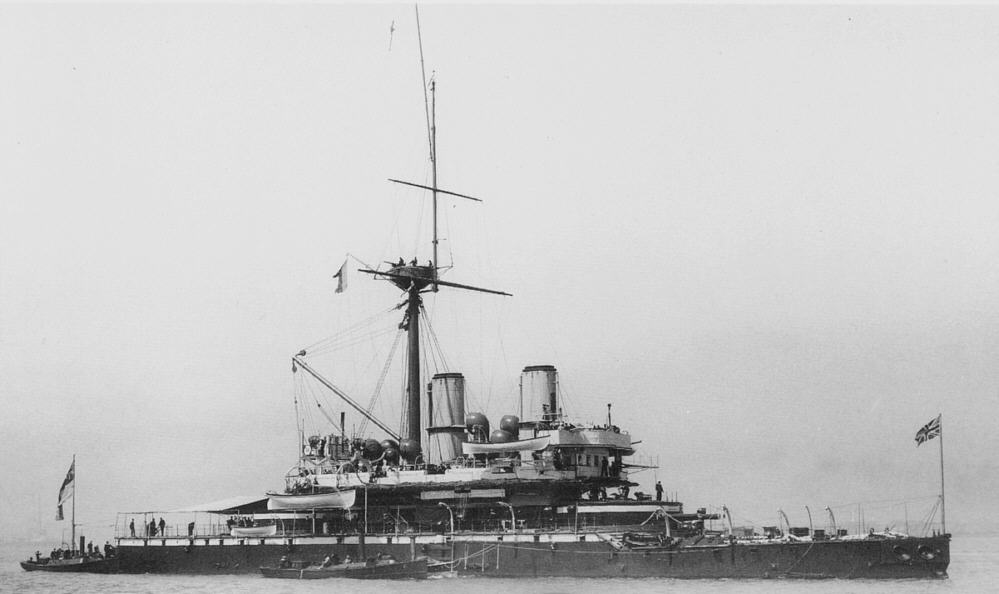
HMS Devastation

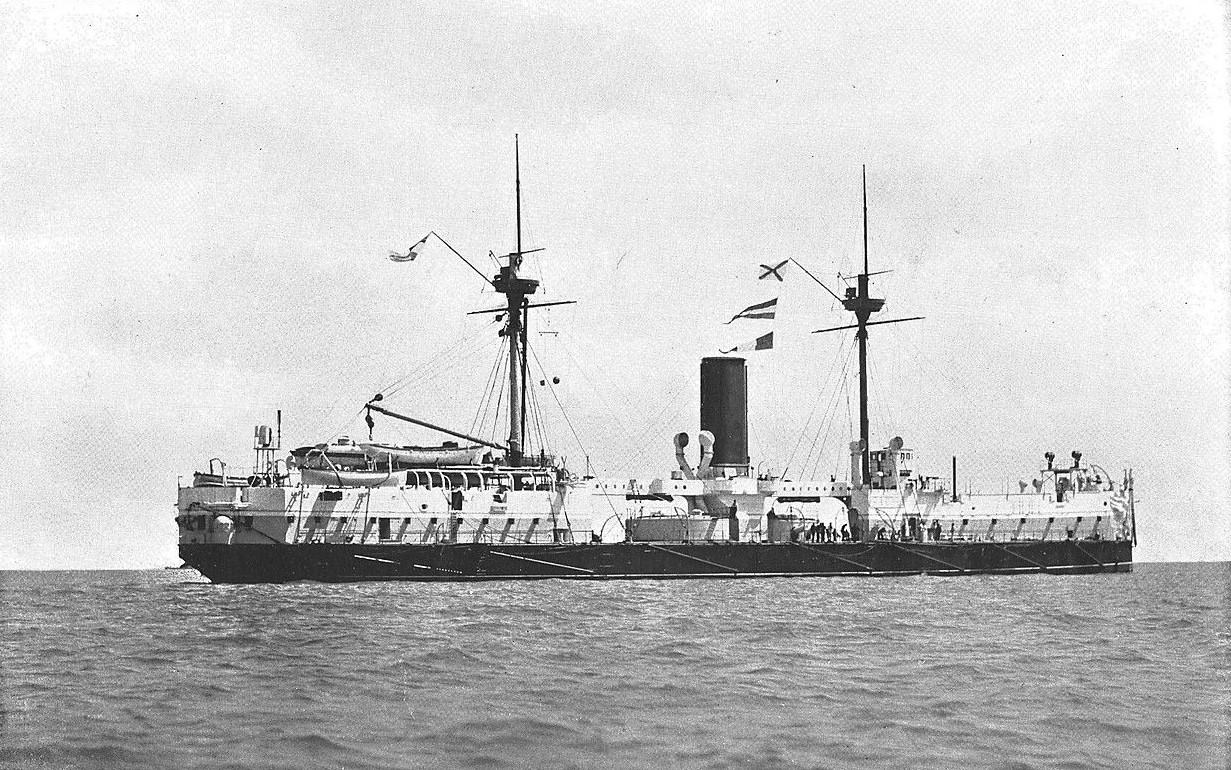
HMS Edinburgh

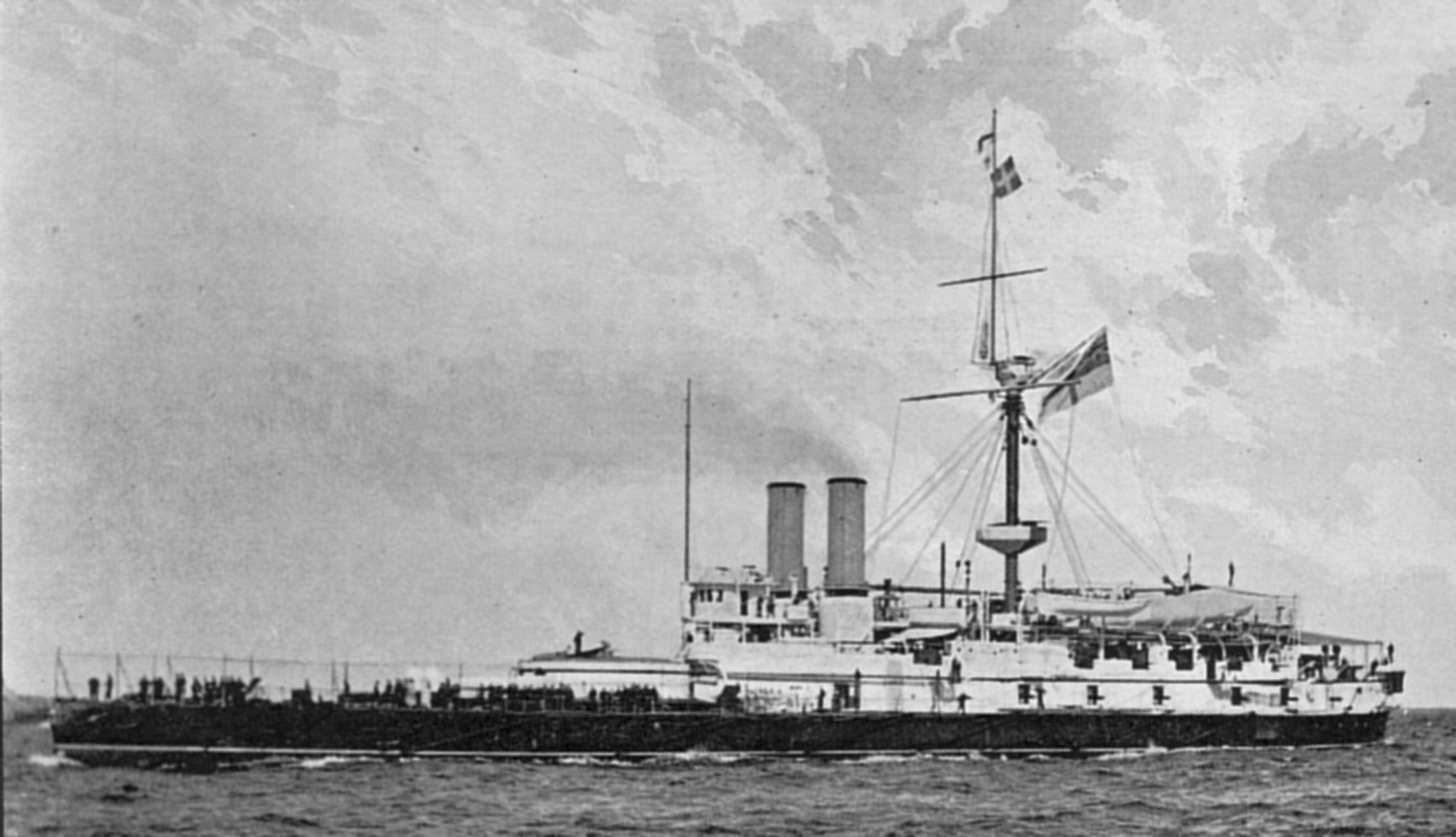
HMS Victoria

- Třída Warrior
  - Warrior
  - Black Prince

- Třída Defence
  - Defence
  - Resistance

- Třída Hector
  - Hector
  - Valiant

- Třída Prince Consort
  - Prince Consort
  - Caledonia
  - Ocean

- Royal Oak

- Achilles

- Třída Minotaur
  - Minotaur
  - Agincourt
  - Northumberland

- Royal Alfred
- Research
- Enterprise
- Favorite
- Zealous
- Repulse

- Třída Lord Clyde
  - Lord Clyde
  - Lord Warden

- Pallas
- Bellerophon
- Penelope
- Hercules
- Monarch

- Captain

- Třída Audacious
  - Audacious
  - Invincible
  - Iron Duke
  - Vanguard

- Třída Swiftsure
  - Swiftsure
  - Triumph

- Sultan

- Třída Devastation
  - Devastation
  - Thunderer

- Neptune
- Superb
- Alexandra
- Dreadnought
- Temeraire
- Inflexible

- Třída Ajax
  - Ajax
  - Agamemnon

- Třída Colossus
  - Colossus
  - Edinburgh

- Třída Admiral
  - Collingwood
  - Rodney
  - Howe
  - Camperdown
  - Anson
  - Benbow

- Třída Victoria
  - Victoria
  - Sans Pareil

- Třída Trafalgar
  - Trafalgar
  - Nile

## Predreadnoughty

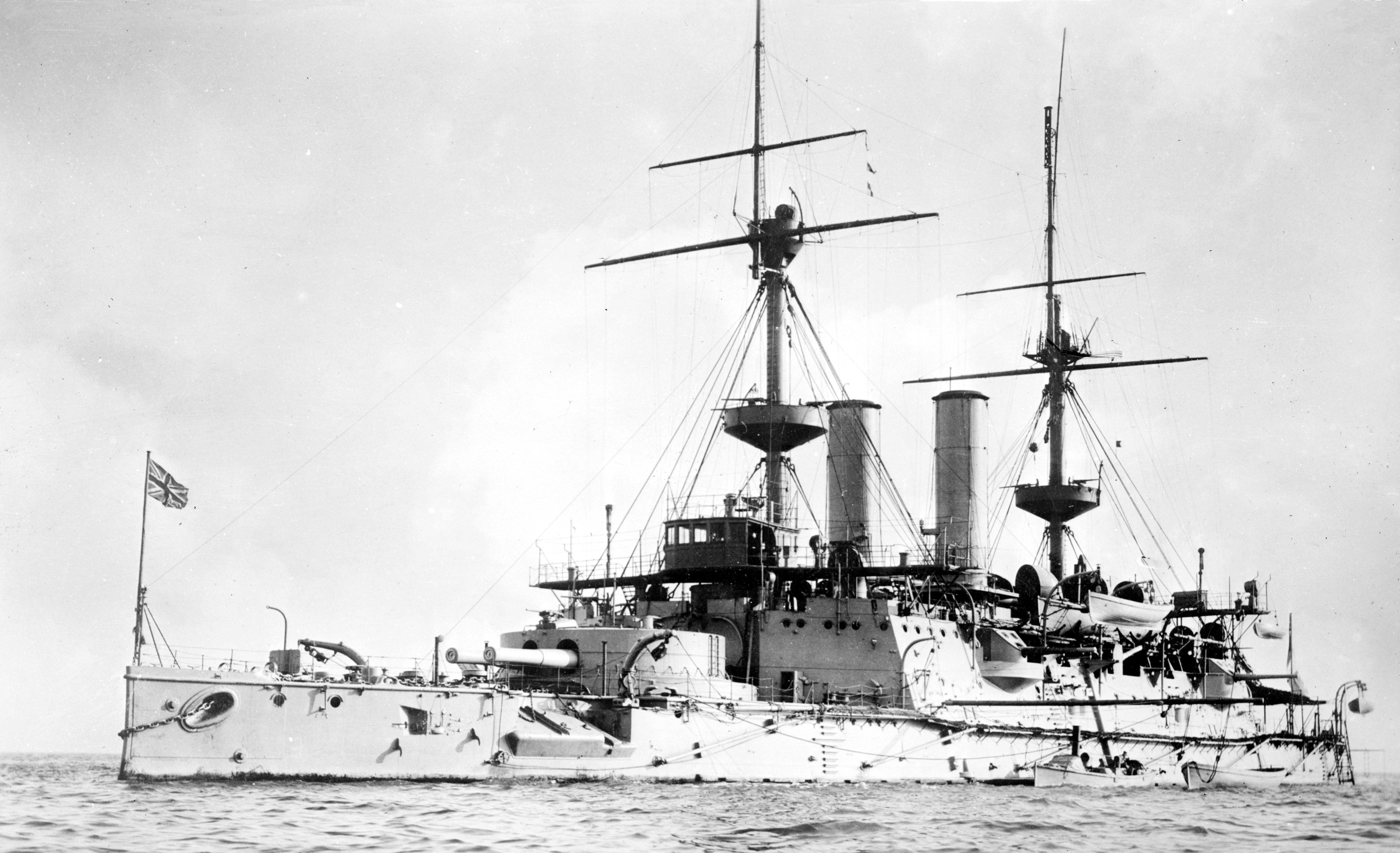
HMS Hood

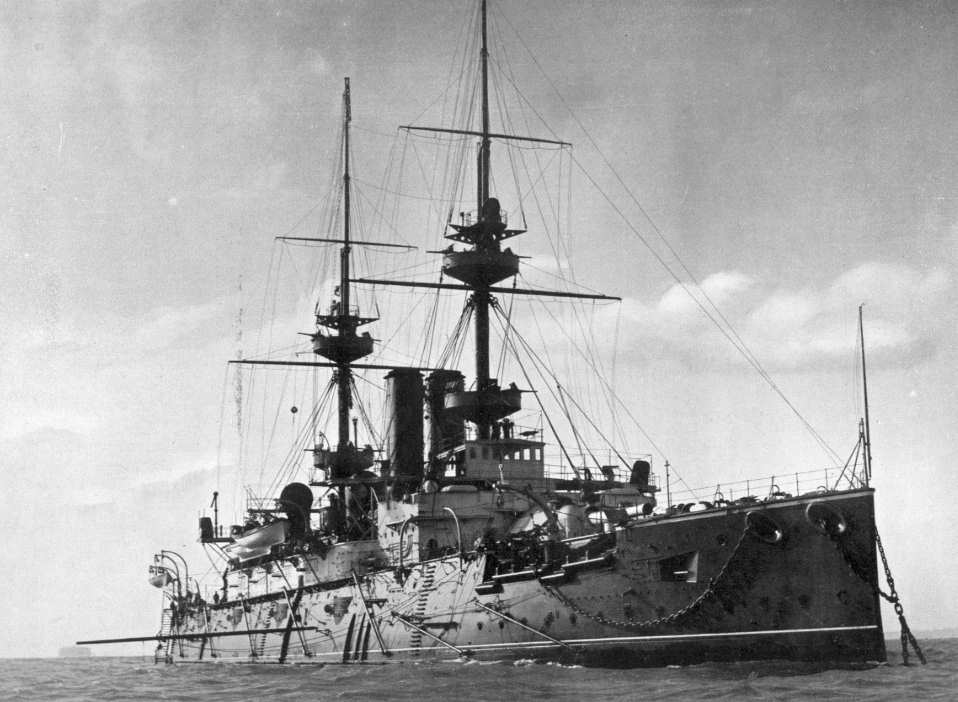
HMS Jupiter

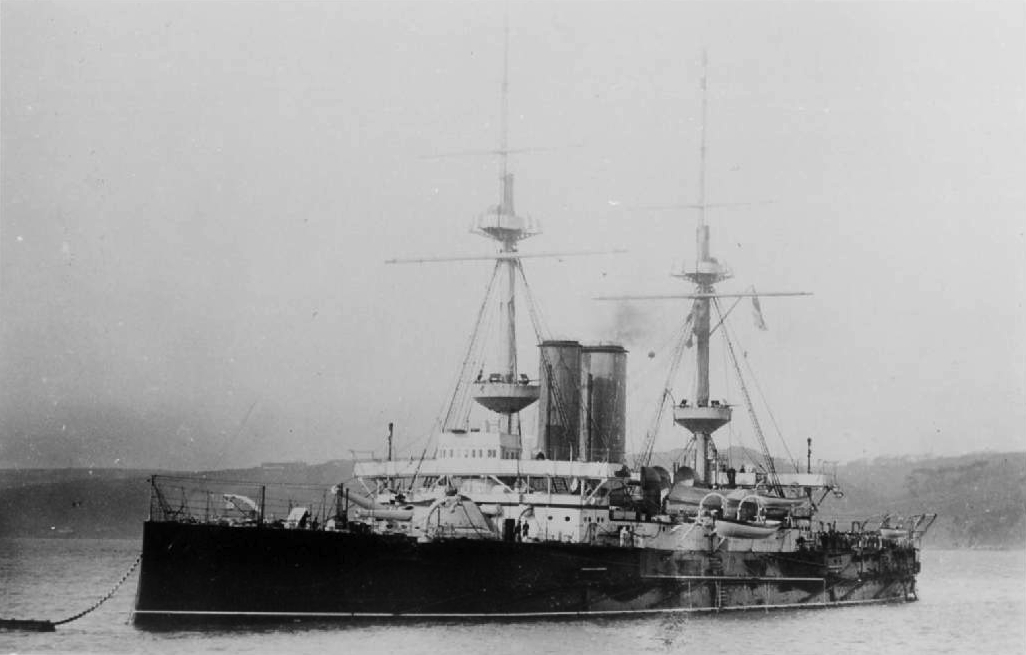
HMS Ocean

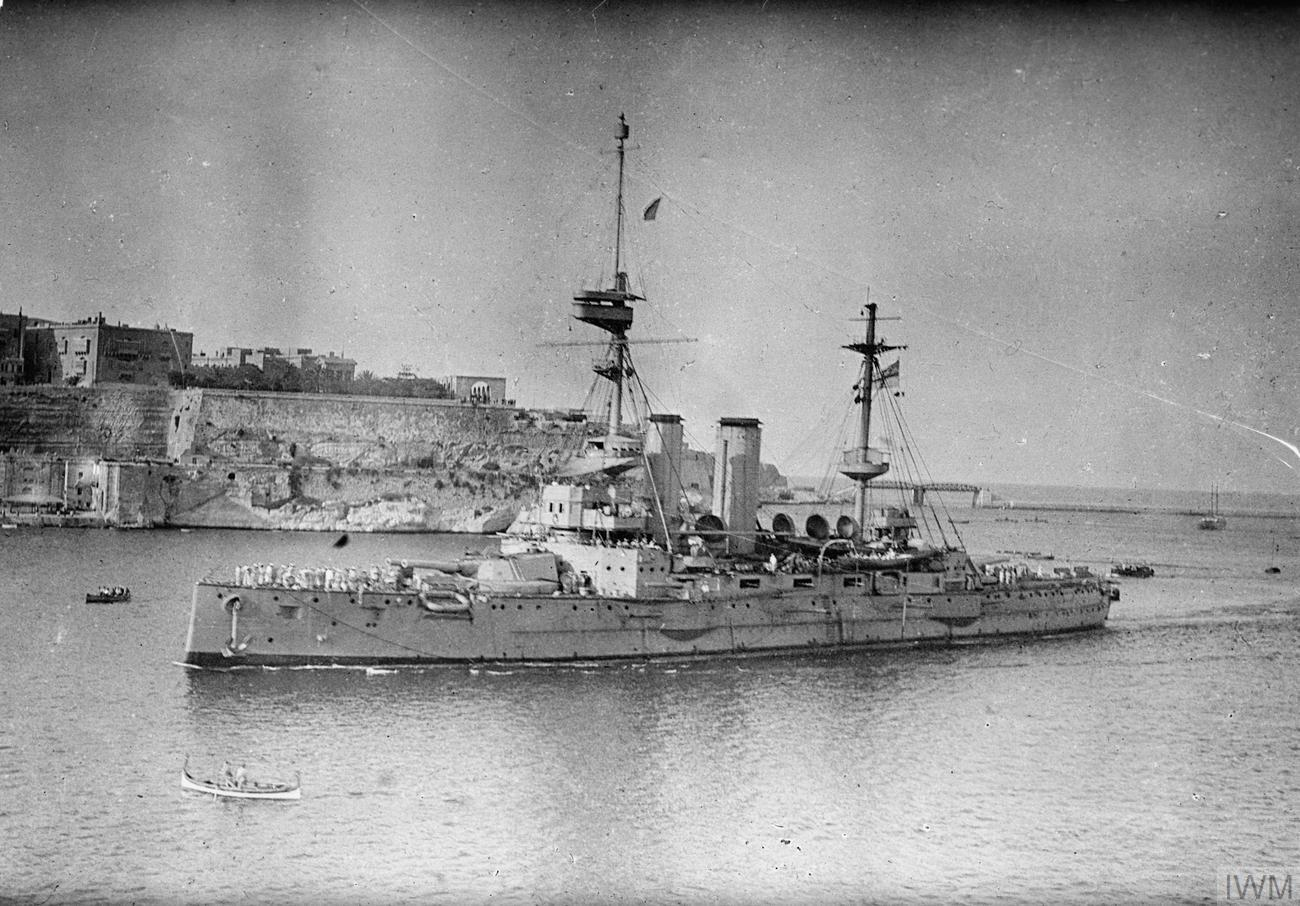
HMS London

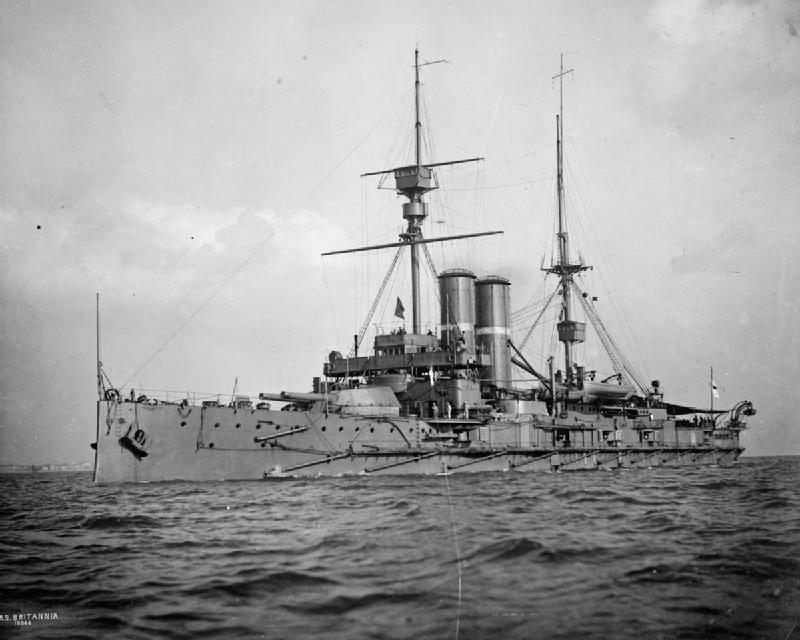
HMS Britannia

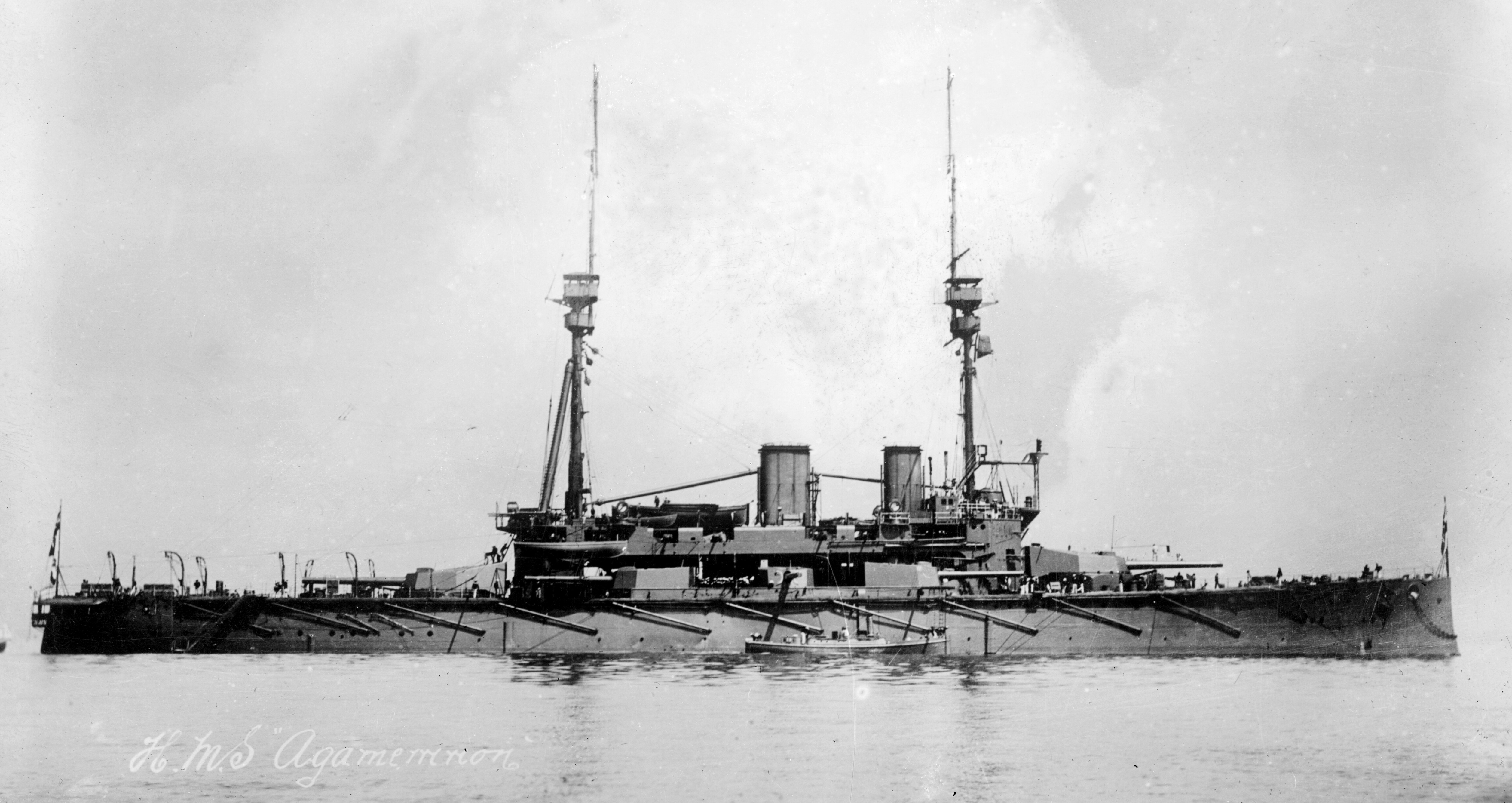
HMS Agamemnon

- Třída Royal Sovereign
  - Royal Sovereign
  - Empress of India
  - Repulse
  - Ramillies
  - Resolution
  - Revenge
  - Royal Oak
  - Hood

- Třída Centurion
  - Centurion
  - Barfleur

- Renown

- Třída Majestic
  - Caesar
  - Hannibal
  - Illustrious
  - Jupiter
  - Magnificent
  - Majestic
  - Mars
  - Prince George
  - Victorious

- Třída Canopus
  - Albion
  - Canopus
  - Glory
  - Goliath
  - Ocean
  - Vengeance

- Třída Formidable
  - Formidable
  - Irresistible
  - Implacable

- Třída London
  - London
  - Bulwark
  - Venerable
  - Queen
  - Prince of Wales

- Třída Duncan
  - Albemarle
  - Cornwallis
  - Duncan
  - Exmouth
  - Montagu
  - Russell

- Třída King Edward VII
  - Africa
  - Britannia
  - Commonwealth
  - Dominion
  - Hibernia
  - Hindustan
  - King Edward VII
  - New Zealand

- Třída Swiftsure
  - Swiftsure
  - Triumph

- Třída Lord Nelson
  - Lord Nelson
  - Agamemnon

## Dreadnoughty
- Dreadnought

- Třída Bellerophon
  - Bellerophon
  - Superb
  - Temeraire

- Třída St. Vincent
  - HMS St. Vincent
  - HMS Collingwood
  - HMS Vanguard

- Neptune

- Třída Colossus
  - Colossus
  - Hercules

- Třída Orion
  - Orion
  - Conqueror
  - Monarch
  - Thunderer

- Třída King George V.
  - King George V
  - Centurion
  - Audacious
  - Ajax

- Třída Iron Duke
  - Iron Duke
  - Marlborough
  - Benbow
  - Emperor of India

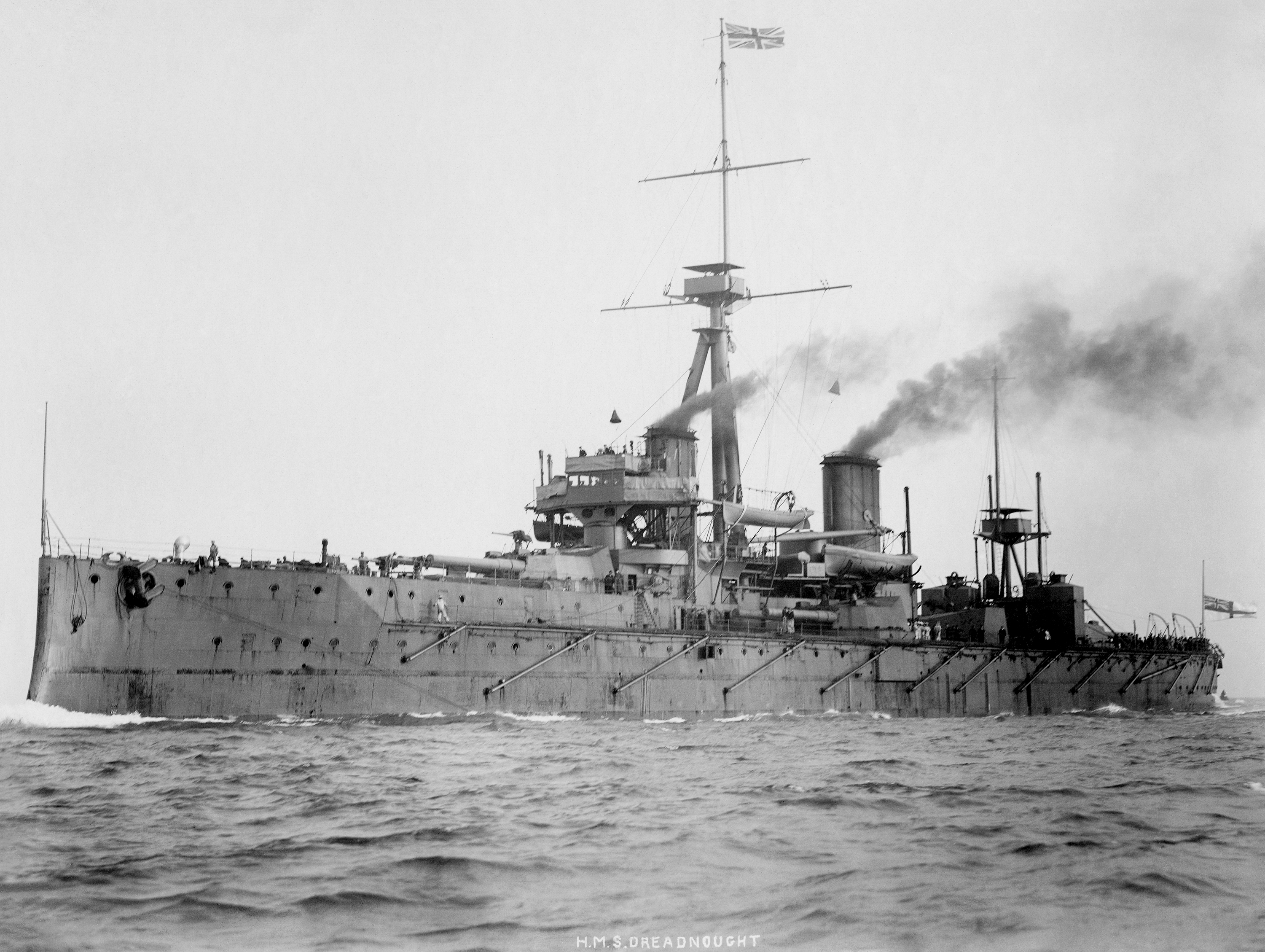
HMS Dreadnought

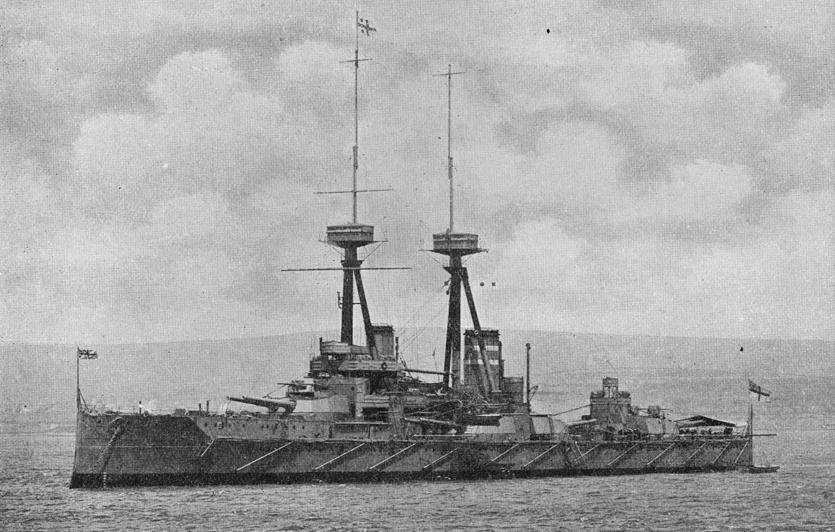
HMS St. Vincent

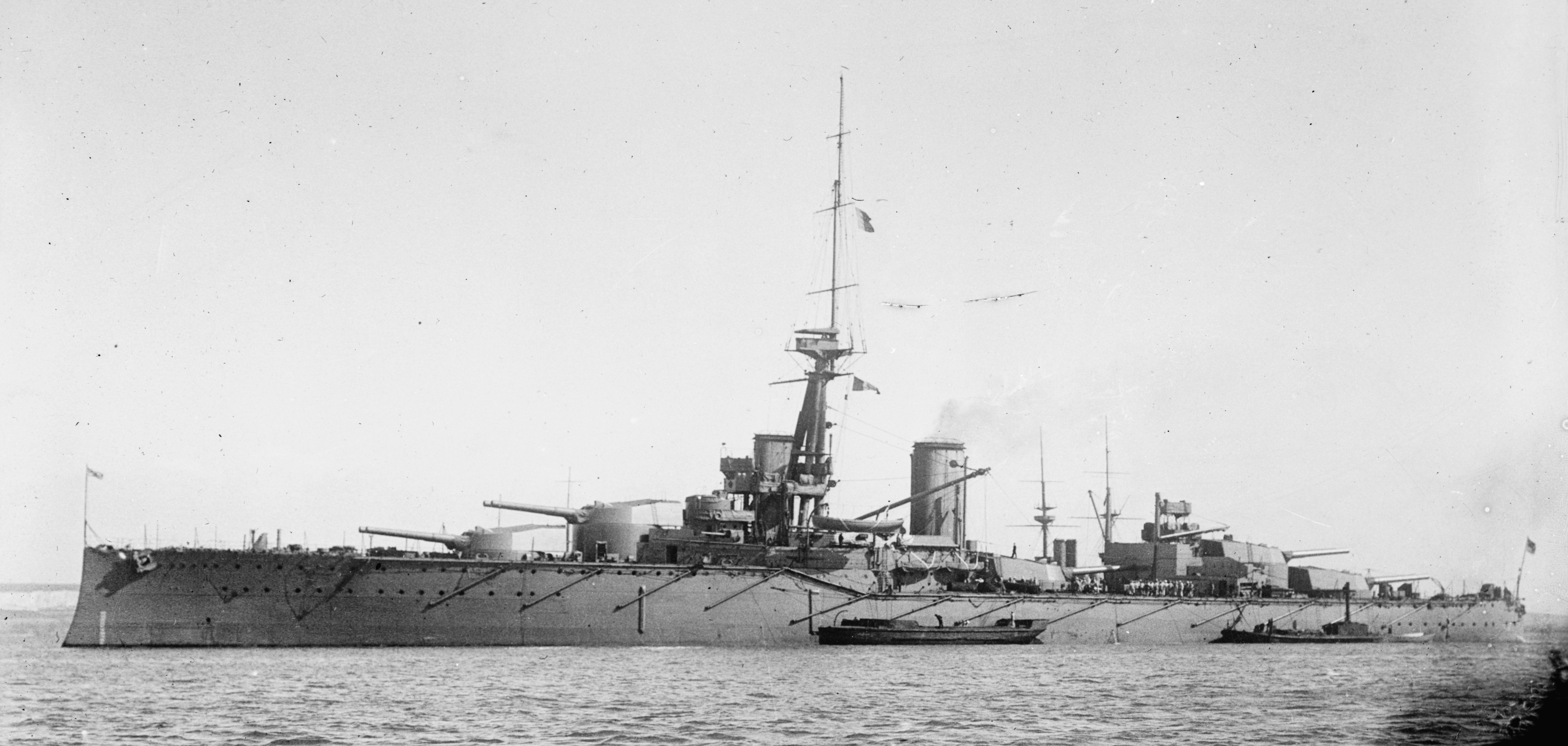
HMS Monarch

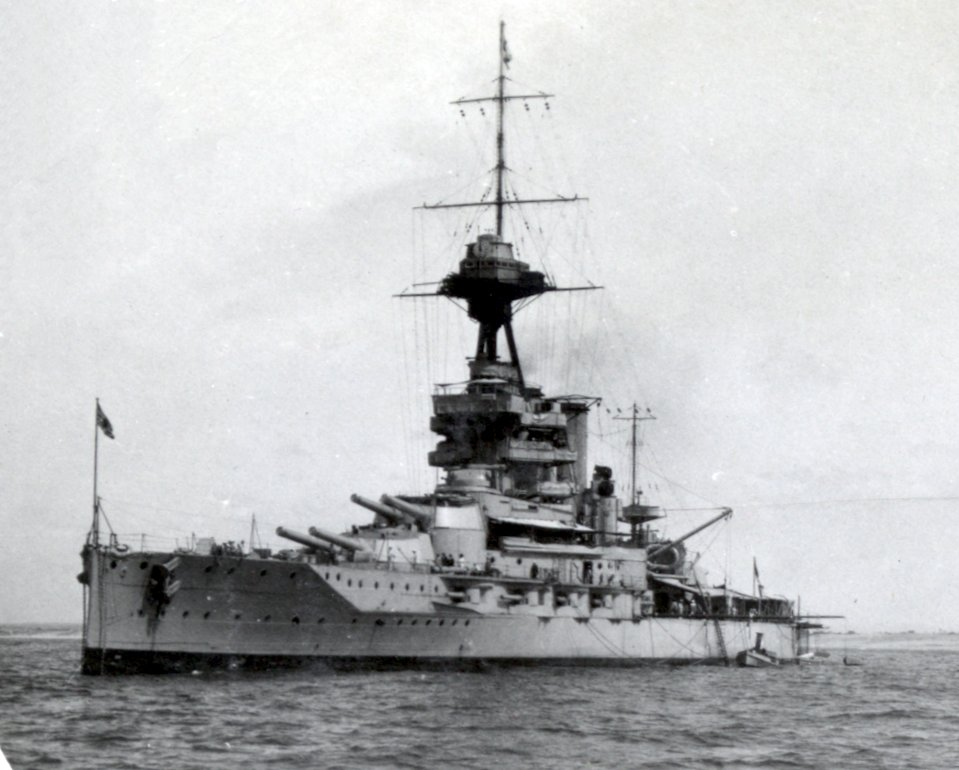
HMS Emperor of India

- Agincourt – stavěna pro Osmanskou říši jako Sultan Osman I
- Erin – stavěna pro Osmanskou říši jako Reshadieh
- Canada – později chilská Almirante Latorre

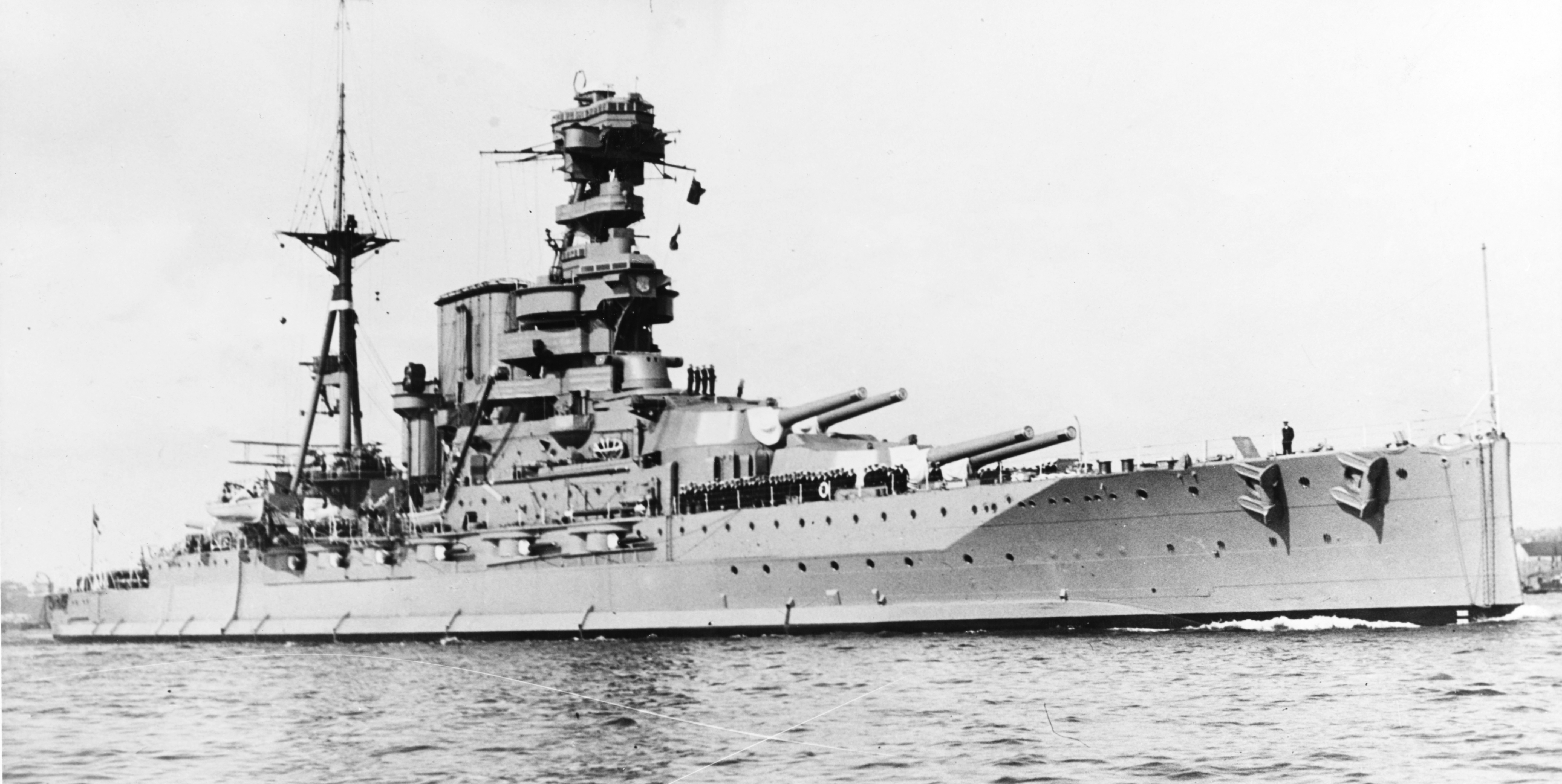
HMS Barham

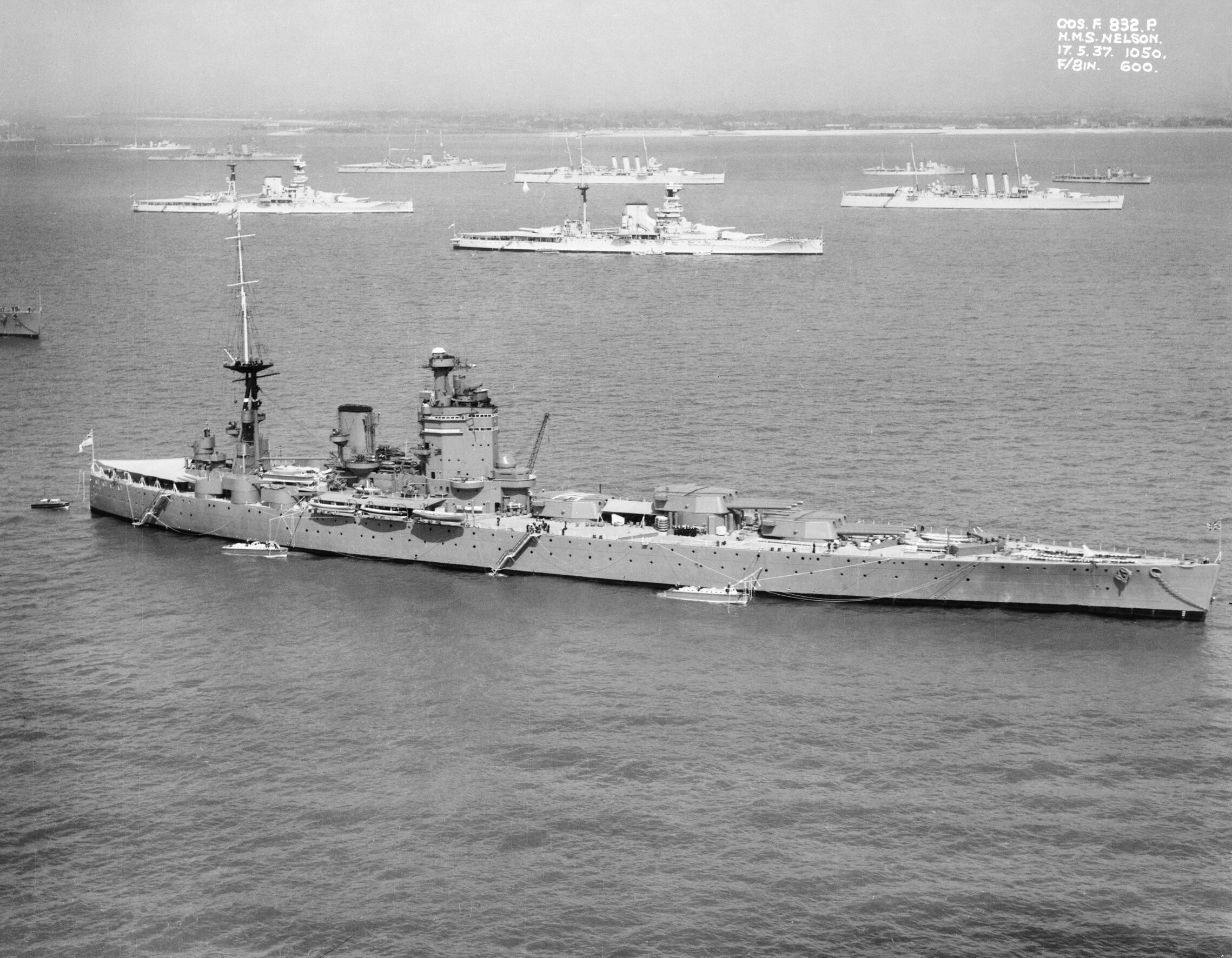
HMS Nelson

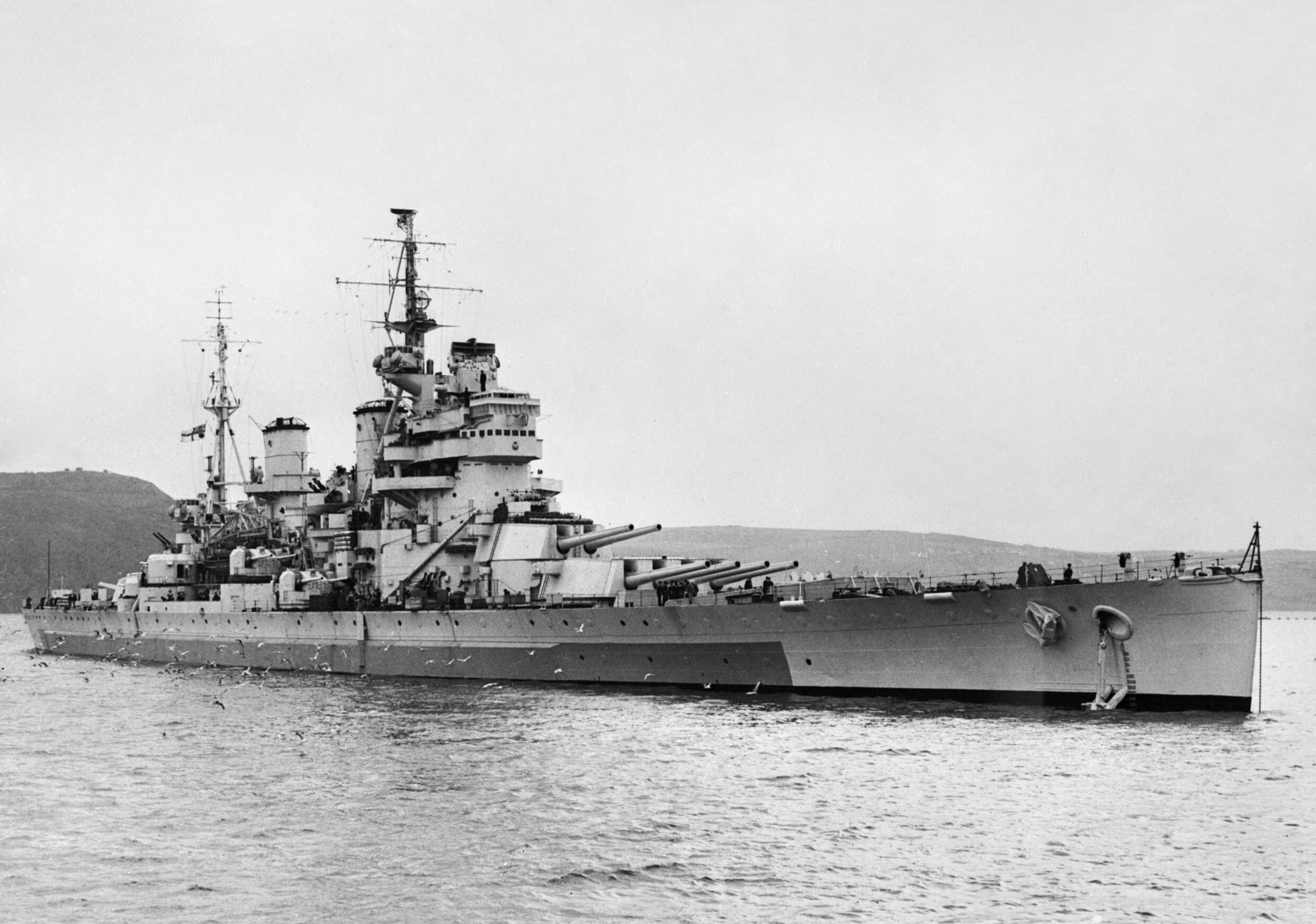
Anson

- Třída Queen Elisabeth
  - Queen Elisabeth
  - Valiant
  - Warspite
  - Barham
  - Malaya

- Třída Revenge
  - Royal Oak
  - Revenge
  - Resolution
  - Royal Sovereign
  - Ramillies

- Třída Nelson
  - Nelson
  - Rodney

- Třída King George V.
  - King George V.
  - Prince of Wales
  - Duke of York
  - Anson
  - Howe

- Třída Lion
  - Lion (nedostavěna)
  - Temeraire (nedostavěna)
  - Conqueror (stavba zrušena)
  - Thunderer (stavba zrušena)

- Vanguard